# Badminton vid olympiska sommarspelen 1996
Badmintonturneringen vid olympiska sommarspelen 1996 avgjordes i Georgia State University, Atlanta.

## Medaljtabell
| Medaljfördelning |            |      |        |       |        |
| Placering        | Nation     | Guld | Silver | Brons | Totalt |
| 1                | Sydkorea   | 2    | 2      | 0     | 4      |
| 2                | Kina       | 1    | 1      | 2     | 4      |
| 2                | Indonesien | 1    | 1      | 2     | 4      |
| 4                | Danmark    | 1    | 0      | 0     | 1      |
| 5                | Malaysia   | 0    | 1      | 1     | 2      |

## Medaljfördelning
| Klass                   | Guld                                  | Silver                               | Brons                                      |
| Herrsingel Detaljer...  | Poul-Erik Høyer Larsen (DEN)          | Dong Jiong (CHN)                     | Rashid Sidek (MAS)                         |
| Damsingel Detaljer...   | Bang Soo-hyun (KOR)                   | Mia Audina (INA)                     | Susi Susanti (INA)                         |
| Herrdubbel Detaljer...  | Indonesien Rexy Mainaky Ricky Subagja | Malaysia Cheah Soon Kit Yap Kim Hock | Indonesien Antonius Ariantho Denny Kantono |
| Damdubbel Detaljer...   | Kina Ge Fei Gu Jun                    | Sydkorea Gil Young-ah Jang Hye-ock   | Kina Qin Yiyuan Tang Yongshu               |
| Mixeddubbel Detaljer... | Sydkorea Kim Dong-moon Gil Young-ah   | Sydkorea Park Joo-bong Ra Kyung-min  | Kina Liu Jianjun Sun Man                   |